# Thuidium fujisanum
Thuidium fujisanum là một loài rêu trong họ Thuidiaceae. Loài này được Paris mô tả khoa học đầu tiên năm 1898.